# روزينا ليبي
روزينا ليبي (بالإنجليزية: Rosina Lippi)‏‏ (14 يناير 1956 في شيكاغو - )؛ لغوية، وروائية من الولايات المتحدة.